# Paul Hildgartner
Paul Hildgartner (* 8. Juni 1952 in Kiens, Südtirol) ist ein ehemaliger italienischer Rennrodler.
Hildgartner gehört zu den erfolgreichsten Rodlern. Er gewann bei den Olympischen Winterspielen 1972 in Sapporo zusammen mit Walter Plaikner die Goldmedaille im Doppelsitzer, 1980 in Lake Placid Silber im Einsitzer und krönte seine Laufbahn bei den Olympischen Spielen 1984 in Sarajevo mit dem Olympiasieg im Einsitzer.
Wiederum mit Walter Plaikner wurde Paul Hildgartner Weltmeister im Doppelsitzer 1971 in Olang und Dritter bei den Weltmeisterschaften 1973 in Oberhof. Im Einsitzer-Wettbewerb wurde er 1978 in Imst Weltmeister, 1979 in Königsee und 1983 in Lake Placid gewann er die Bronzemedaille.
Bei Europameisterschaften gewann Hildgartner viermal Gold: im Doppelsitzer mit Walter Plaikner 1971 und 1974 in Imst, im Einsitzer 1978 in Hammarstrand und 1984 in Olang; zudem gewann er Silber 1980 in Olang.
Als einer der erfolgreichsten italienischen Wintersportler wurde Paul Hildgartner vom CONI als Fahnenträger der italienischen Mannschaften bei den Eröffnungsfeiern zu den Olympischen Spielen 1984 in Sarajevo und 1988 in Calgary geehrt.
Nach ihm wurde die 17. Kurve der Bob- und Rodelbahn Cesana Pariol (Olympische Winterspiele 2006) benannt. Hildgartner gehört seit 2004 der FIL Hall of Fame an.

## Erfolge

### Weltcupsiege
Einzel
| Nr. | Datum         | Ort            | Bahn                                  |
| --- | ------------- | -------------- | ------------------------------------- |
| 1.  | 20. Dez. 1977 | Königssee      | Kombinierte Kunsteisbahn am Königssee |
| 2.  | 21. Jan. 1979 | Imst           | Rodelbahn Imst                        |
| 3.  | 18. Feb. 1979 | Innsbruck-Igls | Olympia Eiskanal Igls                 |
| 4.  | 20. Dez. 1980 | Winterberg     | Bobbahn Winterberg                    |
| 5.  | 11. Jan. 1981 | Imst           | Rodelbahn Imst                        |
| 6.  | 17. Jan. 1982 | Imst           | Rodelbahn Imst                        |
| 7.  | 30. Jan. 1983 | Lake Placid    | Olympia-Bobbahn Lake Placid           |
| 8.  | 27. Feb. 1983 | Königssee      | Kunsteisbahn Königssee                |
| 9.  | 15. Jan. 1984 | Imst           | Rodelbahn Imst                        |
| 10. | 27. Feb. 1984 | Königssee      | Kunsteisbahn Königssee                |
| 11. | 11. Jan. 1987 | Olang          | Rodelbahn Panorama                    |